# Kat (zespół muzyczny)
Kat (zapis stylizowany KAT) – polska grupa muzyczna, powstała w Katowicach na przełomie 1979 i 1980 roku z inicjatywy gitarzysty Piotra Luczyka oraz perkusisty Ireneusza Lotha. Zespół określany jest jako prekursor rodzimego heavy i thrash metalu. Obok zespołów Turbo i TSA należał do tzw. „Wielkiej Trójcy Polskiego Metalu”. Na przestrzeni lat zespół wypracował własne charakterystyczne brzmienie inspirowane m.in. wczesnymi dokonaniami grupy Metallica do tekstów wieloletniego wokalisty grupy Romana Kostrzewskiego, który odszedł z zespołu w wyniku konfliktu z liderem, Piotrem Luczykiem w roku 2004 zakładając razem z perkusistą Ireneuszem Lothem zespół Kat & Roman Kostrzewski.
Od połowy lat 80. XX wieku wobec zespołu wysuwano często oskarżenia o propagowanie satanizmu. Obecnie zespół prezentuje nowoczesny heavy metal z naciskiem na partie solowe gitary prowadzącej poruszając w tekstach m.in. tematykę nihilizmu. Od 2005 roku wokalistą zespołu był niemiecki wokalista polskiego pochodzenia Henry Beck znany z grupy PIK. Zastąpił go w 2018 roku Jakub „Qbek” Weigel znany z zespołu Harlem.

## Historia

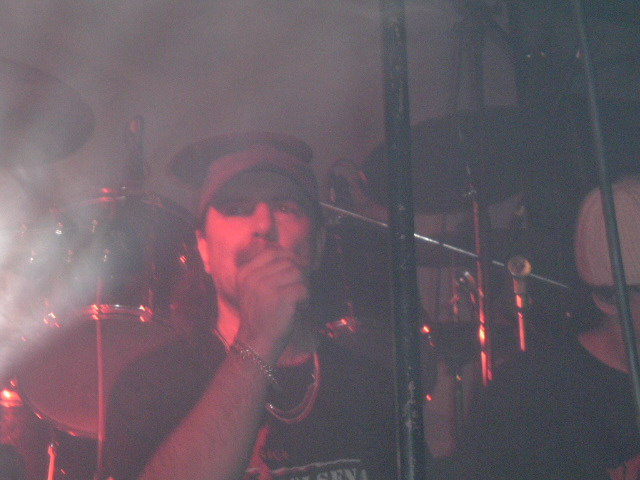
Były perkusista grupy Ireneusz Loth. Muzyk występował w grupie w latach 1979–2004

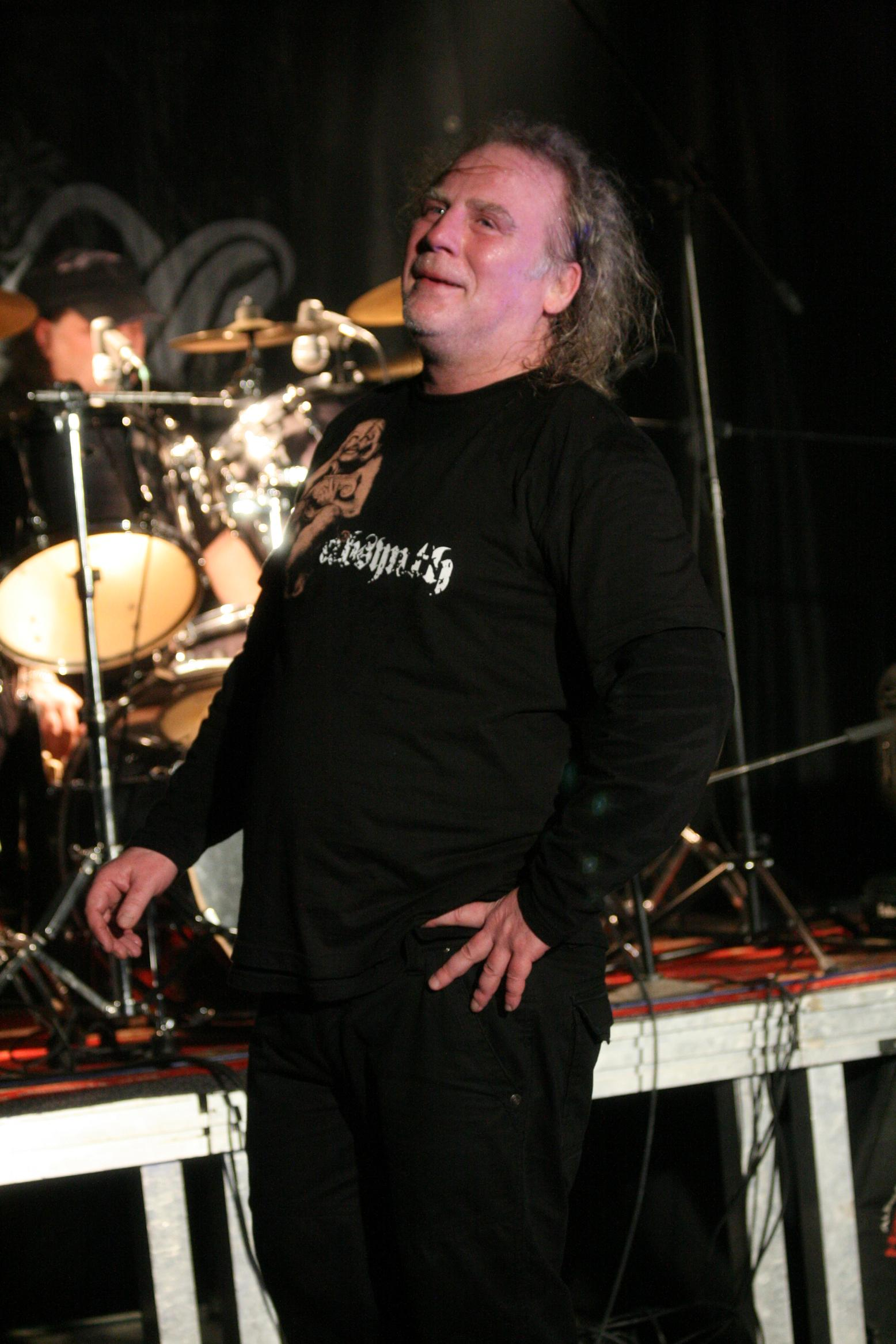
Roman Kostrzewski – wokalista w latach 1981–2004 (zm. 2022)

### 1979–1987
Zespół został założony na przełomie roku 1979 i 1980 przez gitarzystę Piotra Luczyka oraz perkusistę Ireneusza Lotha w Katowicach. Wkrótce dołączył do nich basista Tomasz Jaguś, a następnie gitarzysta Ryszard Pisarski. Pierwszym oficjalnym managerem zespołu był wykonawca estradowy Jerzy Zbigniew Wesiora. Grali muzykę instrumentalną, utrzymaną w konwencji hard rocka. Grupa, nie mogąc znaleźć odpowiedniego wokalisty, początkowo wykonywała muzykę instrumentalną, dopiero w 1981 roku na pierwszej edycji festiwalu Silesian Rock Kat znalazł wokalistę – został nim Roman Kostrzewski. Ostatecznie w roku 1984 skład uzupełnia gitarzysta Wojciech Mrowiec i nagrany zostaje debiutancki singel Ostatni tabor / Noce Szatana, zespół zostaje zauważony na Festiwalu w Jarocinie tam trafił do „złotej ósemki” i zwyciężył w nieoficjalnym plebiscycie publiczności. W tym czasie z Katem współpracował Robert Lor, autor tekstów obu utworów.
Pierwszą płytę Kat nagrał jesienią 1984 w teatrze Stu w Krakowie we współpracy z Haliną Jarczyk, Piotrem Brzezińskim, Andrzejem Soleckim i Krzysztof Domaszczyńskim. Następnie zespół w maju 1985 wyruszył w trasę dziesięciu koncertów z grupą Hanoi Rocks, kończąc je w Poznaniu w ramach Rock Areny. W marcu 1986 nakładem Ambush Records ukazał się album zatytułowany Metal and Hell, wydana na Zachodzie przez Ambush Records, jesienią tego samego roku muzycy wydali fragmenty Metal and Hell na singlach „Metal and Hell / Oracle” i „Time of Revenge / Czas zemsty”. Polską wersję z tytułem 666 wydaje w tym samym roku 1986 Klub Płytowy Razem w ograniczonym  pięciotysięcznym nakładzie oraz Polmark w dużym nieograniczonym nakładzie.
W roku 1985 zespół został entuzjastycznie przyjęty na Festiwalu w Jarocinie, ale jednocześnie pojawiły się pierwsze oskarżenia o propagowanie satanizmu – inny zespół (Test Fobii – Kreon) rozbił na scenie krzyż a na cmentarzu doszło do odprawienia czarnej mszy. Zespół zdecydowanie odrzucał oskarżenia o inspirowanie tych czynów, odcinając się od nich i powołując się na prawo do ekspresji artystycznej. Przyczynił się do tego również film dokumentalny Andrzeja Kostenki pt. Moja krew, twoja krew z 1986 roku zrealizowany przez telewizję BBC, zawierający wypowiedzi członków zespołów biorących udział w festiwalu w Jarocinie, w tym grupy KAT. Wkrótce z dalszej współpracy zrezygnował gitarzysta Wojciech Mrowiec. W 1987 roku Kat dwukrotnie wystąpił przed Metalliką w katowickim Spodku, co zostało udokumentowane w materiale 38 Minutes of Life (pierwsze wydanie nosiło tytuł 38 Minuts of Life), uprzednio zmiksowane przez Andrzeja Puczyńskiego w warszawskim Exodus Studio. Ponadto obraz zdobiący okładkę namalował Jerzy Kurczak, natomiast oprawę graficzną wykonał Jan Polakowski. Tego samego roku zespół wystąpił również na festiwalu Metalmania poprzedzając koncerty grup Running Wild, Helloween oraz Overkill. Tego samego roku ukazał się również film pt. Fala – Jarocin ’85 dokumentujący występy zespołów na festiwalu w Jarocinie w tym grupy Kat.
W 1987 roku grupa zrealizowała wysoko oceniony przez fanów jak i krytykę albumu Oddech wymarłych światów nagrany w Izabelin Studio we współpracy z Dariuszem Gospodarczykiem, Wojciechem Postkiem oraz ponownie z Andrzejem Puczyńskim, który zmiksował nagrania. Wkrótce potem nastąpił w grupie kryzys wewnętrzny i rozpad, zapoczątkowany konfliktem z menedżerem, Tomaszem Dziubińskim. Luczyk (występującego w bluesowo-jazzowej formacji DDD oraz zastępującego znanego z Krzaka i Perfectu Andrzeja Urnego w jazzowym Young Power) wraz z Lothem (który nagrał płytę z niemiecką grupą Sweet Killer) zaprosili do współpracy Krzysztofa Oseta i Jacka Regulskiego oraz wokalistę Grzegorza Waliczka, lecz na koncertach nie zdecydowali się na używanie nazwy Kat. W tym czasie Kostrzewski nawiązał kontakt z Józefem Skrzekiem.

### 1990–1999
Ostatecznie Kat reaktywował się w roku 1990 a w 1992 zagrał wraz z TSA i Acid Drinkers na Festiwalu w Jarocinie, co zostało zarejestrowane przez Telewizję Polską i trafiło na wydaną dwa lata później płytę Jarocin – Live. Pojawiły się tam utwory z nowego materiału – wydanego później jako Bastard. W Deo Recording Studio, Teatrze STU oraz warszawskim Izabelin Studio we współpracy z Andrzejem Puczyńskim i Krzysztofem Stasiakiem powstała następna płyta grupy zatytułowana Ballady. Muzycy postanowili pokazać swoje łagodniejsze oblicze i umieścili na niej znane już, spokojne numery, dwa nowe utwory („Legenda Wyśniona”, „Niewinność”) oraz stare piosenki, powstałe na samym początku działalności, które nie znalazły się wcześniej na żadnym albumie. Na fortepianie gościnnie zagrał Józef Skrzek. W 1994 roku firma byłego menedżera, Metal Mind Records, wydaje bez zgody zespołu trzy pierwsze płyty jako CD. Zespół skierował sprawę do sądu, po długoletnim procesie sąd przychylił się w większości do zdania muzyków, jednak niektóre kwestie prawne pozostają nierozwiązane.
W 1995 roku wokalista grupy Roman Kostrzewski wydał dźwiękową wersję fragmentów Biblii Szatana Antona Szandora LaVeya, w nagraniach towarzyszyli mu Piotr Luczyk, Jacek Regulski, a także Józef Skrzek. W październiku 1995 grupa wystąpiła w Zabrzu poprzedzając koncert grupy Motorhead. Rok później ponownie w Izabelin Studio został zrealizowany kolejny album grupy zatytułowany ...Róże miłości najchętniej przyjmują się na grobach zmasterowany przez Julitę Emanuiłow oraz Jarosława Pruszkowskiego.
Kat, postrzegany jako zespół satanistyczny, był w niewielkim stopniu obecny w mediach, choć pozostawał zespołem rozpoznawanym i cenionym przez fanów gatunku. Niektóre media i partie polityczne atakowały zespół, zarzucając mu promowanie satanizmu i łamania prawa. Gdy w Rudzie Śląskiej w roku 1999 doszło do zabójstwa na tle satanistycznym, zespół wydał specjalne oświadczenie, w którym zdecydowanie odcinał się od inspirowania podobnych czynów. W 1997 roku grupa przystąpiła do prac nad albumem Szydercze zwierciadło nagranym, zmiksowanym oraz zmasterowanym przez Jacka Regulskiego w jego Alkatraz Infometal Studio. Ponadto na płycie w chórkach zaśpiewali Katarzyna Kołodziej i Bartek Maciejowski.
W 1998 roku, dzięki Tomaszowi Krajewskiemu nakładem Pagan Records ukazała się kompilacja zatytułowana Czarne zastępy – W hołdzie Kat. Swoje wersje utworów Kata zaprezentowały m.in.: Vader, Behemoth, Lux Occulta, czy Hermh. Kolejne tarcia w zespole pojawiły się przy nagrywaniu płyty Szydercze zwierciadło, kiedy to zespół opuścił gitarzysta Piotr Luczyk. W 1999 roku ukazał się podwójny album Romana Kostrzewskiego Listy z Ziemi Marka Twaina. Tego samego roku w wypadku motocyklowym zginął Jacek Regulski, Kat zawiesił działalność. W 2001 roku Kostrzewski powołał zespół Alkatraz i wydał z nim album pt. Error wydany nakładem Silverton. Piotr Luczyk występował natomiast w Adrenalina.

### 2002–2006
Kat został reaktywowany w roku 2002 i zaprezentował się fanom na trasie On tour again. Rok później Kat zagrał przed Iron Maiden na Mystic Festival w Hali Ludowej we Wrocławiu, co zostało zarejestrowane na płycie. W roku 2004 nastąpiły poważne zmiany w składzie. Najpierw zespół zakończył współpracę z perkusistą Ireneuszem Lothem a następnie rozstał się z Romanem Kostrzewskim, jako powód podając brak porozumienia w sprawie linii wokalnych przygotowanych przez niego na nową płytę. Byli członkowie zespołu zorganizowali wkrótce potem trasę koncertową grając stare utwory, która przy okazji zaowocowała wymianą oświadczeń prawnych przez skłócone strony. Loth i Kostrzewski założyli własny zespół Kat & Roman Kostrzewski, Kostrzewski zapowiedział też wydanie materiału solowego. Ten rozdział w historii zespołu zamyka podwójne DVD Somewhere in Poland. Na drugiej płycie znalazły się archiwalne materiały – wideo z koncertów z przełomu lat ’80 i ’90, teledyski oraz wywiad z zespołem. Wydane są też reedycje niektórych płyt.
W rok 2005 Kat wkroczył w odnowionym składzie. Nowym perkusistą został Mariusz Prętkiewicz, drugim gitarzystą – Jarosław Gronowski, który już wcześniej grał w Kacie na trasie promocyjnej Szyderczego zwierciadła, zastępując wtedy skłóconego z zespołem Piotra Luczyka. Grupa długo czekała z ujawnieniem nazwiska nowego wokalisty, ostatecznie okazało się, że jest nim Henry Beck, współpracujący wcześniej z Luczykiem w zlocie fanów Metalliki.
W nowym składzie zespół nagrał album Mind Cannibals, który ukazał się w październiku 2005 w Polsce nakładem Mystic Production i za granicą. Jest to pierwsza od debiutanckiej płyta nagrana w całości w języku angielskim. Zespół wyruszył następnie w trasę koncertową po Europie, grając m.in. z Six Feet Under. W Polsce miały odbyć się dwa koncerty razem z Helloween, ale Kat odwołał je, podając jako powód wypadek perkusisty podczas powrotu z występu w słowackiej Żylinie. W 2006 roku na mocy umowy, jaką Piotr Luczyk podpisał z firmą Metal Mind Productions ukazały się reeedycje albumów pt. Oddech wymarłych światów oraz 38 Minutes Of Live. Albumy zostały wydane w formie digipacku wzbogacone o dodatkowe utwory oraz materiały wideo.

### Czasy najnowsze
W 2014 roku z zespołu odszedł basista Krzysztof „Fazee” Oset, jego miejsce zajął Adam „Harris” Jasiński. Zespół wydał płytę Acoustic – 8 Filmów, na której gościnnie zaśpiewał Maciej Lipina. W 2018 doszło do kolejnej zmiany personalnej. Nowym wokalistą zespołu został Jakub „Qbek” Weigel znany z występów w grupie rockowej Harlem. Zespół w składzie: Jakub „Qbek” Weigel (śpiew), Piotr Luczyk (gitara), Adam „Harris” Jasiński (gitara basowa), Mariusz Prętkiewicz (perkusja) przystąpił do nagrania kolejnego albumu studyjnego. Album zatytułowany Without Looking Back ukazał się w 2019 i zawierał wyłącznie premierowy materiał. Stylistyka albumu była zwrotem w kierunku heavy metalu, choć zawierała również elementy bluesa. Płyta zebrała mieszane recenzje.
Z okazji 40-lecia działalności zespołu, w 2020 roku premierę miał kolejny album studyjny pt. The Last Convoy zawierający nowe wersje znanych utworów grupy, a także covery będące muzycznymi inspiracjami członków zespołu. Na płycie gościnnie wystąpili także: Tim „Ripper” Owens, Henry Beck, Maciej Lipina i Paweł Steczek. Wydawnictwo spotkało się z krytyką recenzentów, zespołowi zarzucano wtórność i kiepskie wykonania utworów.
W 2021 serwis internetowy stacji Antyradio opublikował artykuł o zbiórce dla byłego wokalisty zespołu Romana Kostrzewskiego walczącego z chorobą nowotworową. W tytule tekstu doszło do pomyłki, grupę Kat & Roman Kostrzewski pomylono z zespołem Kat. Piotr Luczyk odwołał się do artykułu wydając oświadczenie, w którym poinformował, że zespół Kat nie zbiera pieniędzy dla Kostrzewskiego i nie zagra specjalnego koncertu. Zarzucił również, że artykuły informujące o zbiórce są manipulacją i pretekstem do darmowej reklamy dla zespołu byłego wokalisty, zaś samą grupę Kat & Roman Kostrzewski nazwał zespołem coverowym. Oświadczenie Luczyka wywołało oburzenie wśród fanów. Roman Kostrzewski zmarł 10 lutego 2022.

## Muzyka i teksty
W muzyce Kata początkowo widoczne były wpływy brytyjskiego heavy metalu (zwłaszcza grupy Iron Maiden), jednak zespół szybko wypracował sobie charakterystyczny styl. Pierwsza płyta prezentuje bardzo surowy black metal zdradzający fascynacje twórczością formacji Venom. Dalsze płyty to ewolucja w stronę thrash metalu (Oddech wymarłych światów oraz złożony muzycznie Bastard). Róże miłości... to przejście do nowoczesnego, niższego brzmienia – muzyka stała się bardziej „mroczna”. Teksty ewoluowały od zafascynowania magią i okultyzmem (Oddech... a później ponownie na Różach miłości...), przez charakterystyczne dla Romana Kostrzewskiego nawiązania do Micińskiego i Grabińskiego (np. Purpurowe Gody),  elementów filozofii Nietzschego (głównie Bastard) i kpiny z Kościoła katolickiego (Szydercze zwierciadło). Mind Cannibals przyniosło utwory w nieco odmiennej konwencji: problematyka tekstów opierała się wokół współczesnych mediów i manipulacji ludźmi, lecz nadal obecne były też motywy metafizyczne.

## Muzycy

### Obecny skład zespołu
- Jakub „Qbek” Weigel – śpiew (od 2018)
- Piotr Luczyk – gitara (1979–1987, 1990–1999, 2002–2006, od 2013)
- Adam „Harris” Jasiński – gitara basowa (od 2014)
- Mariusz Prętkiewicz – perkusja (od 2004)

### Byli członkowie zespołu
- Ireneusz Loth – perkusja (1979–1987, 1990–1999, 2002–2004)
- Ryszard Pisarski – gitara (1980–1984)
- Tomasz Jaguś – gitara basowa (1980–1987)
- Roman Kostrzewski (zmarły) – śpiew (1981–1987, 1990–1999, 2002–2004)
- Wojciech Mrowiec – gitara (1984–1985)
- Krzysztof „Stagman” Stasiak – gitara basowa (1987)
- Krzysztof „Fazee” Oset – gitara basowa (1990–1999, 2002–2006, 2013-2014)
- Jacek Regulski (zmarły) – gitara (1990–1999)
- Jarosław Gronowski – gitara (1997, 2004–2006)
- Valdi Moder (zmarły) – gitara (2002)
- Michał Mleczko – gitara (2003)
- Henry Beck – śpiew (2005–2006, 2013–2018)

## Dyskografia
| 1986                           | Metal and Hell / 666 - Data: kwiecień 1986 (Metal and Hell - wersja ang.) maj 1986 (666 - wersja pl.) - Wydawca: Ambush Records / Klub Płytowy Razem | –  |
| 1988                           | Oddech wymarłych światów - Data: maj 1988 - Wydawca: Polton                                                                                          | 45 |
| 1992                           | Bastard - Data: sierpień 1992 - Wydawca: Silton | 27 |
| 1996                           | ...Róże miłości najchętniej przyjmują się na grobach - Data: 1996 - Wydawca: Silverton                                                               | 24 |
| 1997                           | Szydercze zwierciadło - Data: 1997 - Wydawca: Silverton                                                                                              | 29 |
| 2005                           | Mind Cannibals - Data: 24 października 2005 - Wydawca: Mystic Production                                                                             | –  |
| 2019                           | Without Looking Back - Data: 14 czerwca 2019 - Wydawca: Pure Steel Records - Dystrybucja w Polsce: Metal Mind Productions                            | 44 |
| 2020                           | The Last Convoy - Data: 25 września 2020 - Wydawca: Pure Steel Records - Dystrybucja w Polsce: Metal Mind Productions                                | –  |
| „–” pozycja nie była notowana. | |    |

| 1985                           | Ostatni tabor / Noce Szatana                      | 10/– |
| 1986                           | Time of Revenge / Czas zemsty                     | –    |
| 1986                           | Metal and Hell / Oracle                           | –    |
| 1996                           | Róże miłości najchętniej przyjmują się na grobach | –    |
| „–” pozycja nie była notowana. |                                                   |      |

| 1987                           | 38 Minutes of Life - Data: grudzień 1987 - Wydawca: Poljazz                                       | 47 |
| 1994                           | Jarocin – Live - Data: 1994 - Wydawca: Stuff, Kat S.C.                                            | –  |
| 2004                           | Somewhere in Poland - Data: 5 lipca 2004 (CD), 13 grudnia 2004 (DVD) - Wydawca: Mystic Production | 40 |
| „–” pozycja nie była notowana. |                                                                                                   |    |

| 1993                           | Ballady - Data: 1993 - Wydawca: Stuff                                        | 25 |
| 2007                           | Kat 1985–2005 - Data: 3 grudnia 2007 - Wydawca: Metal Mind Productions       | 34 |
| 2013                           | Rarities - Data: 12 listopada 2013 - Wydawca: Metal Mind Productions         | 49 |
| 2014                           | Acoustic – 8 Filmów - Data: 10 lutego 2014 - Wydawca: Metal Mind Productions | –  |
| „–” pozycja nie była notowana. |                                                                              |    |

| 1997                           | Bądź wariatem – zagraj z Katem - Data: 1997 - Wydawca: Silverton | – |
| „–” pozycja nie była notowana. |                                                                  |   |

## Filmografia
| Rok  | Tytuł              | Uwagi                                            |
| ---- | ------------------ | ------------------------------------------------ |
| 2005 | Fala – Jarocin '85 | film dokumentalny, reżyseria: Piotr Łazarkiewicz |

## Teledyski
| Rok  | Tytuł                       | Reżyseria        | Album               |
| ---- | --------------------------- | ---------------- | ------------------- |
| 1992 | „Piwniczne widziadła"       | —                | Bastard             |
| 1992 | „Łza dla cieniów minionych” | —                | Bastard             |
| 1993 | „Delirium Tremens”          | —                | Ballady             |
| 1993 | "Legenda wyśniona"          | —                | Ballady             |
| 1994 | „Mag – Sex”                 | —                | Jarocin – Live      |
| 2004 | „Porwany obłędem”           | —                | Somewhere in Poland |
| 2004 | „Ostatni tabor"             | —                | Somewhere in Poland |
| 2005 | „Uninvited Guest”           | Arkadiusz Jurcan | Mind Cannibals      |